# ティラムーク・ベイ・コミュニティ・カレッジ
ティラムーク・ベイ・コミュニティ・カレッジ（Tillamook Bay Community College）は、アメリカ合衆国オレゴン州ティラムークに本部を置くコミュニティ・カレッジ。クラトソップ・コミュニティ・カレッジがクラトソップ郡にクラスを提供中止することを受けて、1981年に創立した。
メインキャンパスをティラムークに持つほか、ネヘーレムにノース・カウンティ・センター、パシフィックシティにサウス・カウンティ・センターを構える。